# 台湾艾蛛
台湾艾蛛（学名：Cyclosa formosana），又名蓬萊塵蛛，为园蛛科艾蛛属的动物。分布于台湾等地。该物种的模式产地在台湾。
其种加词“formosana”意为“台湾的”。